# Parafia La Salle
Parafia La Salle (ang. La Salle Parish) – parafia cywilna w stanie Luizjana w Stanach Zjednoczonych. Obszar całkowity parafii obejmuje powierzchnię 662,39 mil2 (1 715,60 km²). Według danych z 2010 r. parafia miała 14 890 mieszkańców. Parafia powstała w 1908 roku i nosi imię René-Roberta de La Salle, francuskiego odkrywcy delty Missisipi.

## Sąsiednie parafie
- Parafia Caldwell (północ)
- Parafia Catahoula (wschód)
- Parafia Avoyelles (południe)
- Parafia Rapides (południowy zachód)
- Parafia Grant (zachód)
- Parafia Winn (północny zachód)

## Miasta
- Jena
- Olla
- Midway (CDP)
- Tullos
- Urania